# Amin Khan
Amin Khan, né le 18 octobre 1956 à Alger, est un poète et essayiste  algérien contemporain.

## Biographie
Il étudie l'économie, les sciences politiques et la philosophie à Alger, Paris et Oxford. En 1984 il fait partie des poètes réunis par Tahar Djaout dans son anthologie Les Mots migrateurs. Au cours de sa carrière professionnelle il a notamment été enseignant à l'Université d'Alger, diplomate et fonctionnaire international à l'UNESCO. 
En 2009 des poèmes extraits de son recueil Archipel Cobalt accompagnent une exposition d’art contemporain organisée au château de Chenonceau. En juin 2012 le 1er Prix Méditerranée de la poésie « Nikos Gatsos » et le prix François Coppée de l'Académie française lui sont attribués pour Arabian blues.
Il est l'auteur de nombreux livres de poésie et d'ouvrages de réflexion tels que ceux de la série "Nous autres, éléments pour un manifeste de l'Algérie heureuse" qui paraissent depuis 2016 aux éditions Chihab.

## Œuvres
- Colporteur, poèmes prosaïques 1972-1979, Société Nationale d'Édition et de Diffusion, Alger, 1980
- Les Mains de Fatma, Société Nationale d'Édition et de Diffusion, Alger, 1982
- Vision du Retour de Khadija à l’opium, avec des illustrations d'Abdelouahab Mokrani, Isma, Alger, 1989
- Archipel Cobalt, préface de Dominique Sorrente, Éditions MLD, Saint-Brieuc, 2010  (ISBN 978-2-917116-16-6)
- Vision of the Return, traduction de Dawn-Michelle Baude, Post-Apollo Press, Sausalito, California, 2012
- Arabian blues, préface de René Depestre, Éditions MLD, Saint-Brieuc, 2012  (ISBN 978-2-917116-29-6)
- Rhummel , Éditions Apic, Alger, 2014
- Retours et solitudes, avec une peinture de Jacky Essirard, Atelier de Villemorge, 2015
- Jours amers, édition bilingue, avec une traduction en arabe de Zahra Brahmia et des illustrations de Hamid Tibouchi, el Kalima, Alger, 2017
- Poèmes d'août, avec des illustrations de Arezki Larbi, el Kalima, Alger, 2017
- Amertumes, avec une peinture de Jacky Essirard, Atelier de Villemorge, 2018
- Rhummel, édition bilingue, avec une traduction en espagnol de Daniel Jaramillo, Crazy Horse Press, 2021
- Arabian blues, traduit en anglais par Salim Khene, Crazy Horse Press, 2021
- Soleil de Février, Crazy Horse Press, 2021
- Ancrages, Crazy Horse Press, 2022
- Il faut détruire Carthage, avec des peintures de Ali Silem, Maison de la Poésie Rhône-Alpes, 2023
- "Extase infinie de l'infinitif au bord de la Méditerranée", avec une gravure de Jacky Essirard, Atelier de Villemorge, 2023
- Passager, avec des encres de Mahdi Khene, Crazy Horse Press, 2023

## Articles
- Chronique d'un cas de malchance dans l'histoire [les années Boumediène ], dans Algérie, 30 ans, Les enfants de l'indépendance, Éditions Autrement, Paris, 1992  (ISBN 978-9931-325-49-9) ; « Algérie Actualité » n° 1419, 23-29 décembre 1992.

## Édition
- Présence de Tahar Djaout, poète, textes et dessins réunis par Amin Khan, Éditions Barzakh, Alger, 2013  (ISBN 2-86260-359-7).
- Nous autres, éléments pour un manifeste de l'Algérie heureuse, Éditions Chihab, Alger, 2016
- Notre rapport au monde, Éditions Chihab, Alger, 2017
- Penser!, Éditions Chihab, Alger, 2017
- Travailler!, Éditions Chihab, Alger, 2019
- Marcher!, Éditions Chihab, Alger, 2019
- Lamine Khène, témoignages, Éditions Chihab, Alger, 2021

## Préface
- Le Testament de Jugurtha, roman de Mouanis Bekari, Editions Gaïa, Alger, 2022

## Radio
- Archipel cobalt, mise en musique par Erik Marchand, la rencontre inopinée d'un poète algérien et d'un chanteur breton, soulignée d'un ûd arabe et de percussions afro-cubaines, France Culture, 17 juillet 2010.

## Anthologies, ouvrages collectifs et revues
- Les Mots migrateurs, Une anthologie poétique algérienne, présentée par Tahar Djaout, (Youcef Sebti, Rabah Belamri, Habib Tengour, Abdelmadjid Kaouah, Hamid Tibouchi, Mohamed Sehaba, Hamid Nacer-Khodja, Tahar Djaout, Amin Khan, Daouia Choualhi), Office des Publications Universitaires (OPU), Alger, 1984, pages 106-111
- Poètes algériens d'aujourd'hui (Malek Alloula, Nabile Farès, Tahar Djaout, Mohamed Sehaba, Amin Khan), dans Poésie 91, Pierre Seghers fondateur, no 37, avril 1991, pages 106-109
- Algérie, L’exil intérieur, Sud, Marseille, 1995
- Empreintes, Alger, 1997
- Visages et Silences d’Algérie, Marsa, Alger/Paris, 1997
- Savoirs et imaginaires, L’Harmattan, Montréal/Paris, 1998
- Estuaires, Luxembourg, 1998
- Nouvelle Poésie Algérienne, Marsa, Alger/Paris, 2001
- 12x2, Poésie contemporaine des deux rives, Alger, 2003
- Abdelmadjid Kaouah, Poésie algérienne francophone contemporaine, Autres temps éditions, Marseille, 2004  (ISBN 978-2-84521-175-9)
- Hommage à Kateb Yacine, L'Harmattan, Paris, 2006
- Recent Algerian Poetry, CELFAAN, New York, 2007
- Pour Jamel Eddine Bencheikh, Manucius, 2008
- Van Gogh’s Ear, New York, 2008
- Ali El Hadj Tahar, Encyclopédie de la poésie algérienne de langue française, Éditions Dalimen, 2009
- Fanon, Homme Libre, dans Frantz Fanon et l’Algérie, Algérie Littérature Action, n°153-156, Marsa, Paris, octobre-novembre 2011 ; repris dans Mediapart, décembre 2011
- Les Archers, Marseille, 2011
- Phoenix, #7, Marseille, octobre 2012
- Quand la nuit se brise, Seuil, Paris, 2012
- Berbères, #64/65, Paris, 2013
- World Poetry Movement, Medellin, 2014
- Bacchanales #51, Grenoble, 2014
- Bacchanales #52, Grenoble, 2014
- Mennska i Mirkrinnu, Anthologie islandaise par Thor Stefansson, Reykjavik, 2014
- SiirDen, Istanbul, 2015
- Résistants, Monographie de Mustapha Boutadjine, Paris, 2015
- Les Archers, Marseille, 2015
- Po&sie, 153/154, Afriques 1, Paris, 2016
- Actuelles partitions pour tous jours, A la mémoire de Mohamed Khadda, Alger, 2017
- Apulée, Paris, 2017
- Apulée, Paris, 2018
- Apulée, Paris, 2019
- Les Archers, Marseille, 2019
- Nouvelles de Medghacen, Chihab, Alger, 2019
- Bacchanales #62, Grenoble, 2019
- Orient XXI, Paris, 2020
- Bacchanales #63, Grenoble, 2020

## Sur Amin Khan
- Tahar Djaout, « Colporteur » par Amine, dans Algérie-Actualité, Alger, 8 janvier 1981
- Les Mots migrateurs, Une anthologie poétique algérienne, présentée par Tahar Djaout, Office des Publications Universitaires, Alger, 1984, pages 31-32
- Hélène Hazera, « Archipel cobalt » d'Amin Khan, dans Les Lettres françaises, 3 juillet 2010

## Jugements
- « Les poèmes de Colporteur chantent essentiellement et sous une forme souvent voilée l'amour et un quotidien parcellaire, écartelé entre sensualité et dérision. (...) Dans Les mains de Fatma, son deuxième recueil, Amine Khan poursuit, avec le même regard incisif et souvent insolite, cette entreprise de déchiffrement de notre environnement immédiat, de distillation de l'essence des choses. Le livre est constitué de fêlures dans le silence et la nuit de l'attente. Les poèmes sont comme de courtes pulsations qui crèvent la monotonie et la solitude. Ironie, pirouettes langagières, métaphores oniriques, érotisme discret. »

Tahar Djaout, Les Mots migrateurs, Une anthologie poétique algérienne, Office des Publications Universitaires, Alger, 1984 (p. 31-32)
- « L’Algérie, El Djazair en arabe, porte en son nom présence d’îles. Pour celui qui d’outre-Atlantique où il séjourna en fait l’expérience intérieure, il s’agit d’instaurer un dialogue, sans cesse activé, entre le temps de la mélancolie et l’appel du désir, l’Algérie faite archipel et la couleur à l’origine de tous les bleus rêvés. Écrire sera ainsi tenter des séjours brefs, pleins d’une humanité blessée mais survivante qui dans le prologue de la nuit n’oubliera pas de dire : « D’abord, cette tendresse de la dune ».

Dominique Sorrente, préface à Archipel Cobalt, 2010
- « La fulguration surréaliste d’Amin Khan intègre une expression elliptique et dépouillée à divers héritages transnationaux et transculturels. Son énergie migratoire est partie prenante du cafard musicien des noirs et du feeling douloureux à la Baudelaire ou encore à la William Carlos Williams. Il met la tradition musulmane en contrepoint fécond aux valeurs esthétiques des cultures française et anglo-saxonne. En un temps où l’interdépendance des imaginaires de la planète n’arrête pas de s’accroître, sa maison philologique de poète n’est ni la nation arabe, ni les anciens empires coloniaux, sinon le sentiment de mondialité qui pousse son errance « d’éternel poursuivant de la poussière et du sel. »

René Depestre, préface à Arabian blues, 2012